# Cassida hexastigma
Cassida hexastigma é uma espécie de insetos coleópteros polífagos pertencente à família Chrysomelidae.
A autoridade científica da espécie é Suffrian, tendo sido descrita no ano de 1844.
Trata-se de uma espécie presente no território português.